# Office Open XML
Office Open XML (ofta förkortat OOXML eller Open XML) är en specifikation för XML-baserade filformat för elektroniska dokument som rapporter, böcker, kalkylblad, diagram, presentationer och ordbehandlingsdokument. Microsoft Office 2007 har Office Open XML som standardformat. Specifikationen utvecklades av Microsoft som efterföljare till de binära format som tidigare använts och publicerades i december 2006 av Ecma International som standarden Ecma 376. Office Open XML är standardiserad av Internationella standardiseringsorganisationen (ISO) och International Electrotechnical Commission (IEC) som ISO/IEC 29500.

## Standardisering i ISO/IEC
Under 2007 och 2008 genomgick OOXML en standardiseringsprocess enligt ISO/IEC "fast track". Denna process kantades av en stor mängd kontroverser. Bland annat dök det upp många nya deltagare på ja-sidan när det var dags att rösta i Sverige, vilket ledde till att SIS ogiltigförklarade sin röst.
September 2007 röstade de nationella standardkommittéerna om standardförslaget. Förslaget fick då inte tillräckligt många ja-röster för att godkännas.
I februari 2008 hölls ett möte (BRM, ballot resolution meeting) för att gå igenom de problempunkter som inkommit med "nej"- och "ja med kommentarer"-röster. Enligt flera närvarande slutade mötet i kaos utan att ha behandlat mer än en liten del av frågorna. En representant för Microsoft hävdade dock att mötet gick bra och alla ärenden löstes. Efter BRM hade de deltagande kommittéerna i 30 dagar möjlighet att ändra sin röst.
Efter en ny prövning godkände ISO Office Open XML-formatet som internationell standard.